# Трн (Лакташи)
Трн је насељено мјесто на подручју града Лакташи, Република Српска, БиХ. Према попису становништва из 2013. у насељу је живјело 5.554 становника. Овде се налази ОШ „Десанка Максимовић” Трн.

## Спорт
Трн је сједиште фудбалског клуба Слога.

## Становништво
У периоду послије 1995. године, број становника Трна је значајно порастао, првенствено због досељавања становништва које је избјегло из РСК или из западнокрајишких општина (Грахово, Гламоч, Петровац итд).
| Националност       | 1991. | 1981. | 1971. | 1961. |
| Срби               | 2.047 | 936   | 480   |       |
| Хрвати             | 1.008 | 901   | 950   |       |
| Југословени        | 333   | 390   | 4     |       |
| Словенци           |       | 6     | 17    |       |
| Муслимани          | 8     | 2     |       |       |
| Црногорци          |       | 3     | 3     |       |
| Мађари             |       |       | 3     |       |
| остали и непознато | 158   | 42    | 19    |       |
| Укупно             | 3.554 | 2.280 | 1.476 |       |

| Демографија | Демографија | Демографија |
| Година      | Становника  | Становника  |
| ----------- | ----------- | ----------- |
| 1961.       | 1.092       |             |
| 1971.       | 1.476       |             |
| 1981.       | 2.280       |             |
| 1991.       | 3.554       |             |
| 2013.       | 5.554       |             |

## Знамените личности
- Милутин Жујић, привредник[3]